# 유럽 고속도로 012호선
유럽 고속도로 012호선(European route E012)은 카자흐스탄의 알마티와 중화인민공화국의 국경 지대인 훠얼궈쓰시까지 이어주는 유럽 고속도로 노선이다. 그러나 이 도로는 B클래스급 간선 도로로 지정된 상태이며, 해당 노선은 전 구간이 아시아에 예속되어 있어 아시안 하이웨이 5호선()과도 공유하게 되어 있을 가능성이 잠재적으로 높은 도로이기도 하다. 그리고 유럽 고속도로 노선 특성 상 국경 검문소를 통과해야 하는 유일한 도로이기도 하고 중국까지도 연결되는 유일한 유럽 고속도로 노선 중의 하나이다. 만약 유럽 본토까지 자동차로 접근하려면 분기선과 접촉하고 있는 알마티까지 와야 유럽 고속도로 40호선을 통해 프랑스까지 연결 가능하다.

## 주요 경유지
- 카자흐스탄 : 알마티 - 코크펙(영어판) - 춘자(영어판) - 콕탈(영어판)
- 중국 : 훠얼궈쓰시

## 주요 접촉 도로
- 유럽 고속도로 40호선
- 유럽 고속도로 125호선
- 유럽 고속도로 011호선
- 유럽 고속도로 013호선
- 국도 제312호선
- 롄훠 고속공로